# Monaeses pustulosus
Monaeses pustulosus là một loài nhện trong họ Thomisidae.
Loài này thuộc chi Monaeses. Monaeses pustulosus được miêu tả năm 1895 bởi Pavesi.